# Cembra
Cembra (Zémbra o Cémbra in dialetto cembrano) è un paese di 1 826 abitanti della provincia di Trento, situata nella Val di Cembra, a cui dà il nome. Comune autonomo fino al 1º gennaio 2016, in tale data si è fuso con Lisignago per formare il nuovo comune di Cembra Lisignago, di cui è sede comunale.

## Geografia fisica

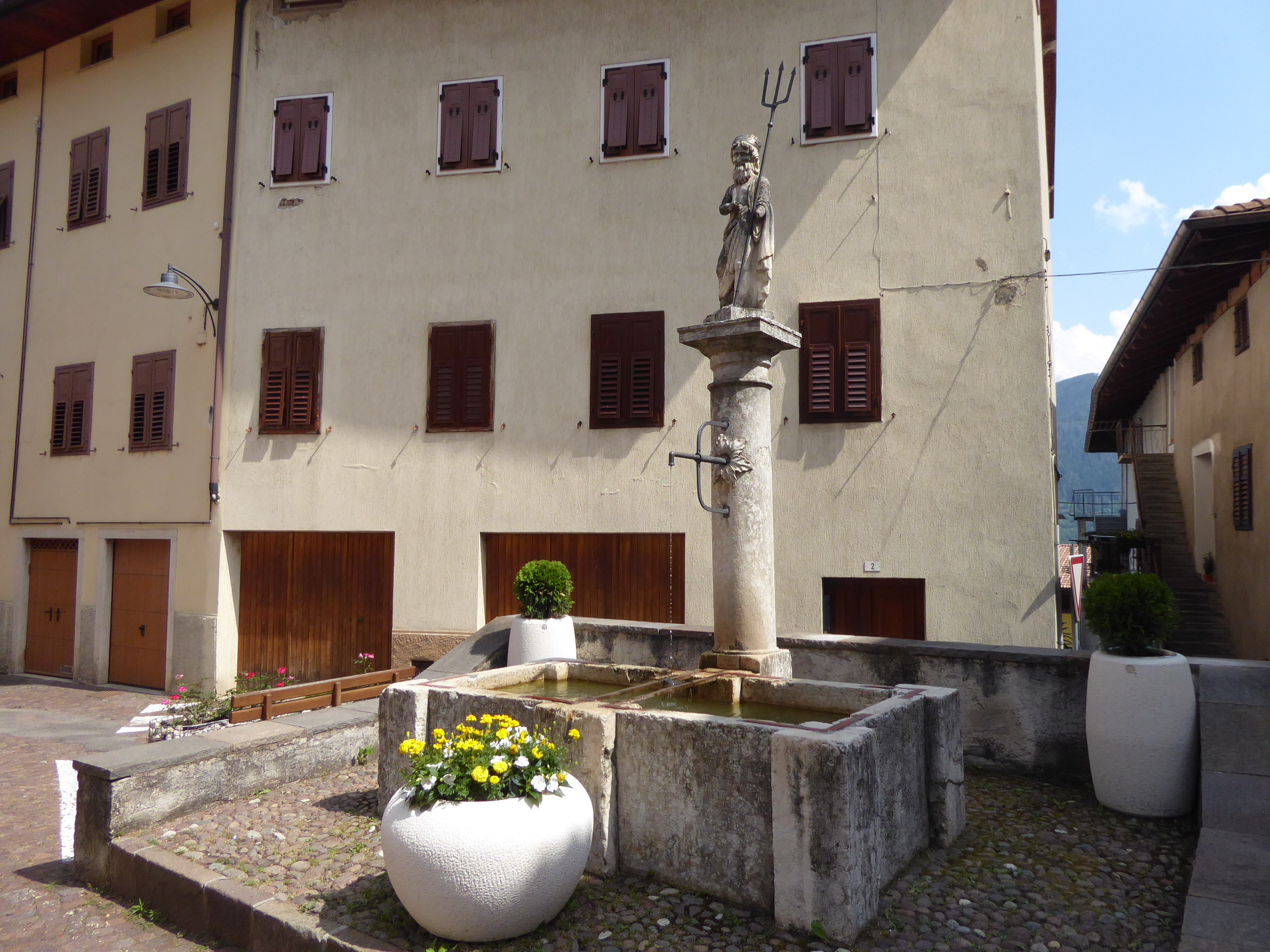
Fontana con statua del Nettuno

Situato a nord di Trento, sulla sponda destra del torrente Avisio in val di Cembra, il paese è situato ad una quota collinare (670 m s.l.m.). È attraversato dalla strada statale 612 della Val di Cembra, che si distacca dalla statale 12 del Brennero innestandosi sulla statale 48 delle Dolomiti.
Il territorio dell'ex comune è ricoperto in gran parte da prati e boschi. Nell'area vi sono anche zone umide, come il Lago Santo, meta di turismo famosa in tutta la valle, e la torbiera del Lagabrun, un biotopo che funge da habitat per alcuni rari invertebrati, come l'Agabus lagabrunensis, una specie di coleottero della famiglia Dytiscidae.

## Origini del nome

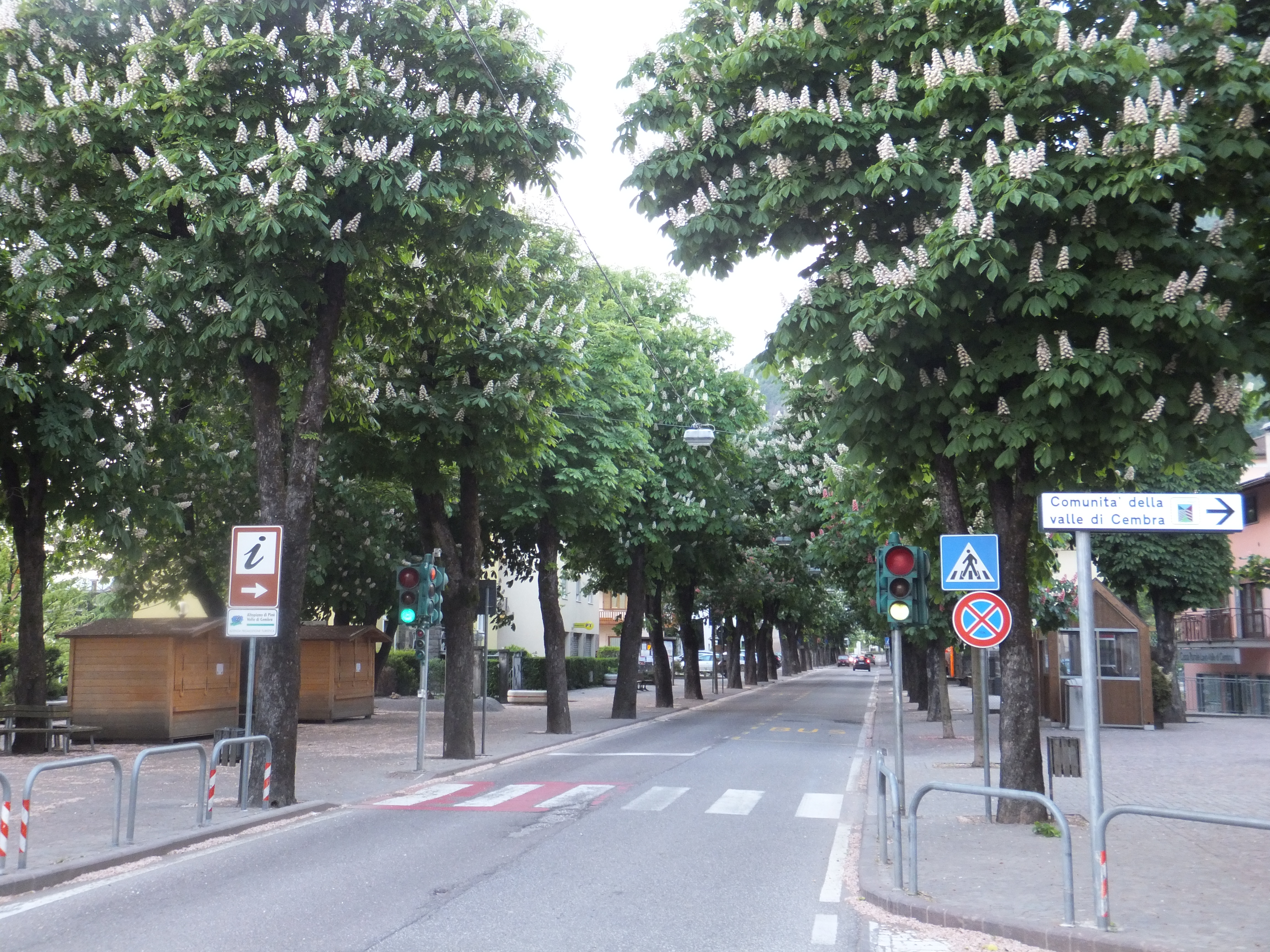
Il viale alberato che taglia in due il paese

Il toponimo "Cembra" è attestato per la prima volta come Fagitara Cimbra in un documento di Paolo Diacono, che la cita come uno dei castelli distrutti dai Franchi nel 590; successivamente appare come Cimbria, Cymbra e, nel 1406, Zymer.
La sua etimologia è dibattuta, e diverse ipotesi sono state formulate. Anticamente, il nome era spesso ricollegato a quello dei Cimbri, il popolo germanico che invase l'impero romano alla fine del II secolo a.C. e che, secondo certe teorie, si sarebbe qui insediato dopo la disfatta della battaglia di Vercelli; quest'idea è però probabilmente infondata. Anche la connessione ad un presunto popolo dei "Simbri", citato da Strabone, è errata, dato che tale nome è probabilmente frutto di un errore di trascrittura, e il popolo citato dallo storico era in realtà quello degli Insubri.
Un'altra ipotesi propone come radice l'alto tedesco zimbar ("legno per costruzioni"), citando come riferimento i toponimi tedeschi della valle e del paese (Zimmerstal e Zimmers o Zimber), nonché il lavoro di taglialegna della minoranza linguistica dei Cimbri (tradizionalmente considerata discendente dai Cimbri sopraccitati).
Secondo Carlo Battisti, infine, Cembra sarebbe un "fitotoponimo", derivato cioè dal nome del pino cembro.

## Storia

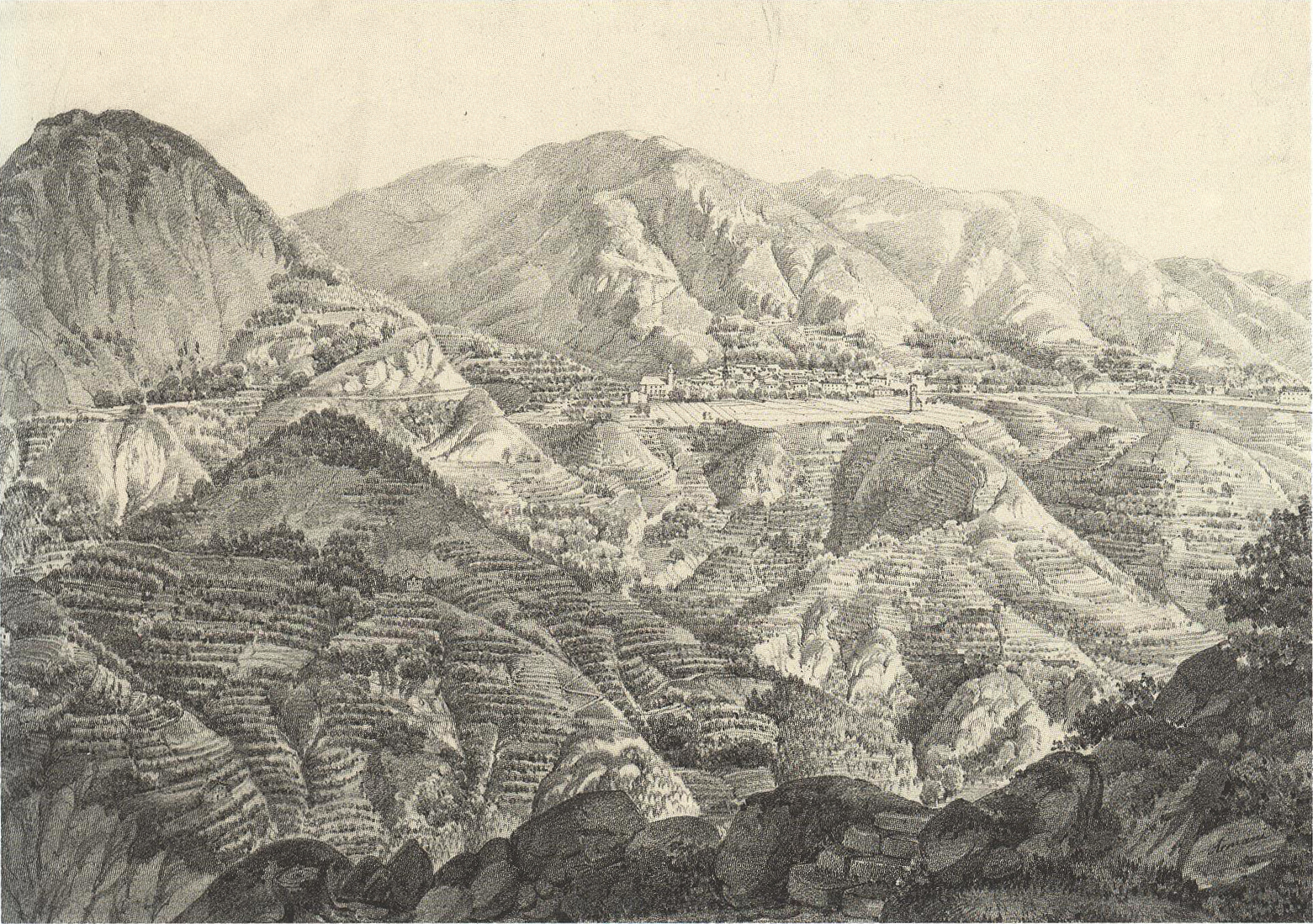
Una veduta di Cembra a metà del 1800, in un'illustrazione di Basilio Armani

Insediamenti umani nella Val di Cembra sono documentati dal Mesolitico, periodo a cui risale un utensile di selce ritrovato presso il vicino Lago Santo; il reperto più famoso legato a Cembra è una situla bronzea, risalente al IV secolo a.C. e conservata al castello del Buonconsiglio, rinvenuta sul Doss Caslir, che riporta anche scritte in alfabeto reto-etrusco.
L'area venne invasa dai Franchi nell'Alto Medioevo, i quali, come riporta Paolo Diacono, distrussero il "castello di Cimbra" (la prima attestazione storica del nome). Successivamente il paese entrò a far parte di un feudo appartenente al principato vescovile di Trento, e amministrato dai signori di Salorno, gli Appiano; tale giurisdizione includeva anche gli abitati di Lisignago (sede giurisdizionale), Faver, Valda e Grauno (ma non Grumes, che era giurisdizione a sé stante). La sovranità sul feudo venne usurpata da Mainardo II, conte del Tirolo: sotto di lui, dapprima Cembra subentrò a Lisignago come sede giurisdizionale, quindi l'intera giurisdizione venne accorpata a quella di Königsberg.
(L'allora parroco di Cembra, tal don Pecoretti, lamentando i danni causati da "codesti umanissimi francesi" durante la battaglia del 1797)
Quando le guerre napoleoniche interessarono la valle, Cembra fu coinvolta direttamente; il paese subì danni materiali agli edifici e ai prati e requisizioni di legname e di cibarie, e si ebbero inoltre diversi decessi per tifo esantematico. Il 20 marzo 1797, mentre 2500 soldati croati dell'impero austriaco erano ivi stanziati, le forze francesi attaccarono, dalla sponda sinistra dell'Avisio, Cembra e gli altri insediamenti della sponda destra, causando ingenti danni (la vicina Faver, ad esempio, fu completamente distrutta). Sortite francesi continuarono anche gli anni seguenti, fino almeno al 1801.

### Simboli
Lo stemma del comune era stato riconosciuto con decreto del capo del governo del 30 marzo 1930.
Il gonfalone, concesso con regio decreto del 23 gennaio 1930, era un drappo di rosso alla fascia di verde.

## Monumenti e luoghi d'interesse
Chiesa di San Pietro

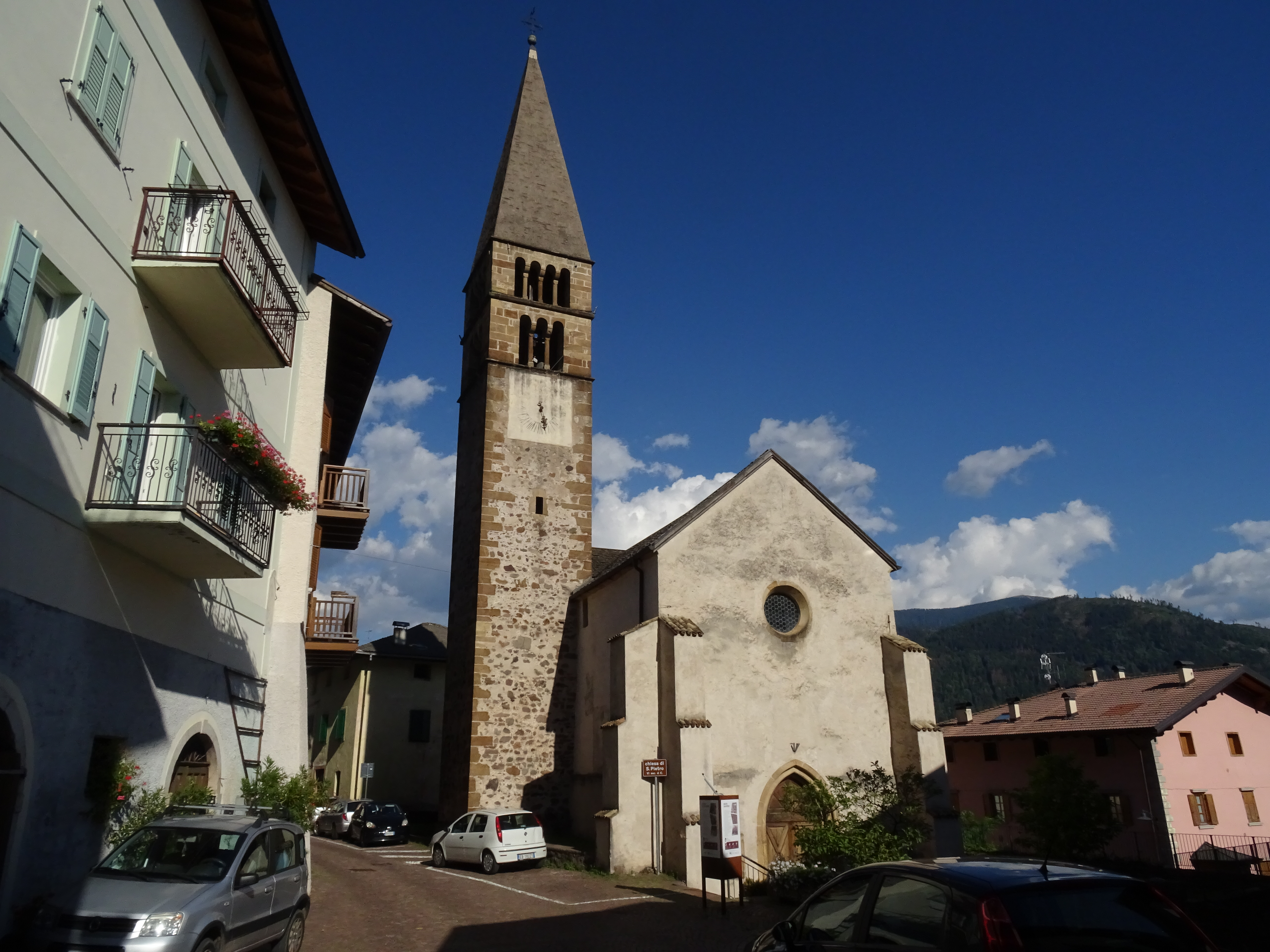
La chiesa di San Pietro

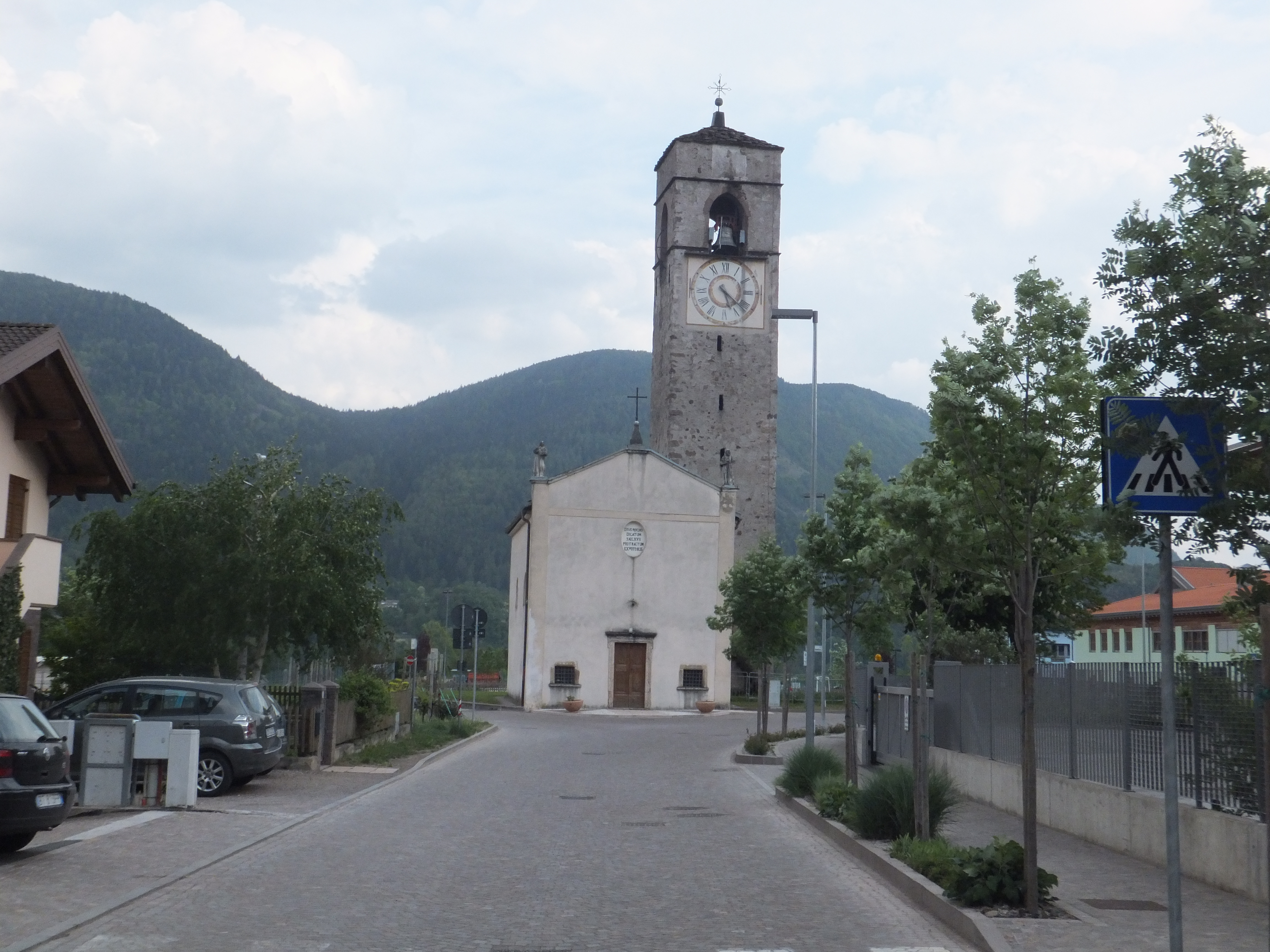
La chiesa di San Rocco

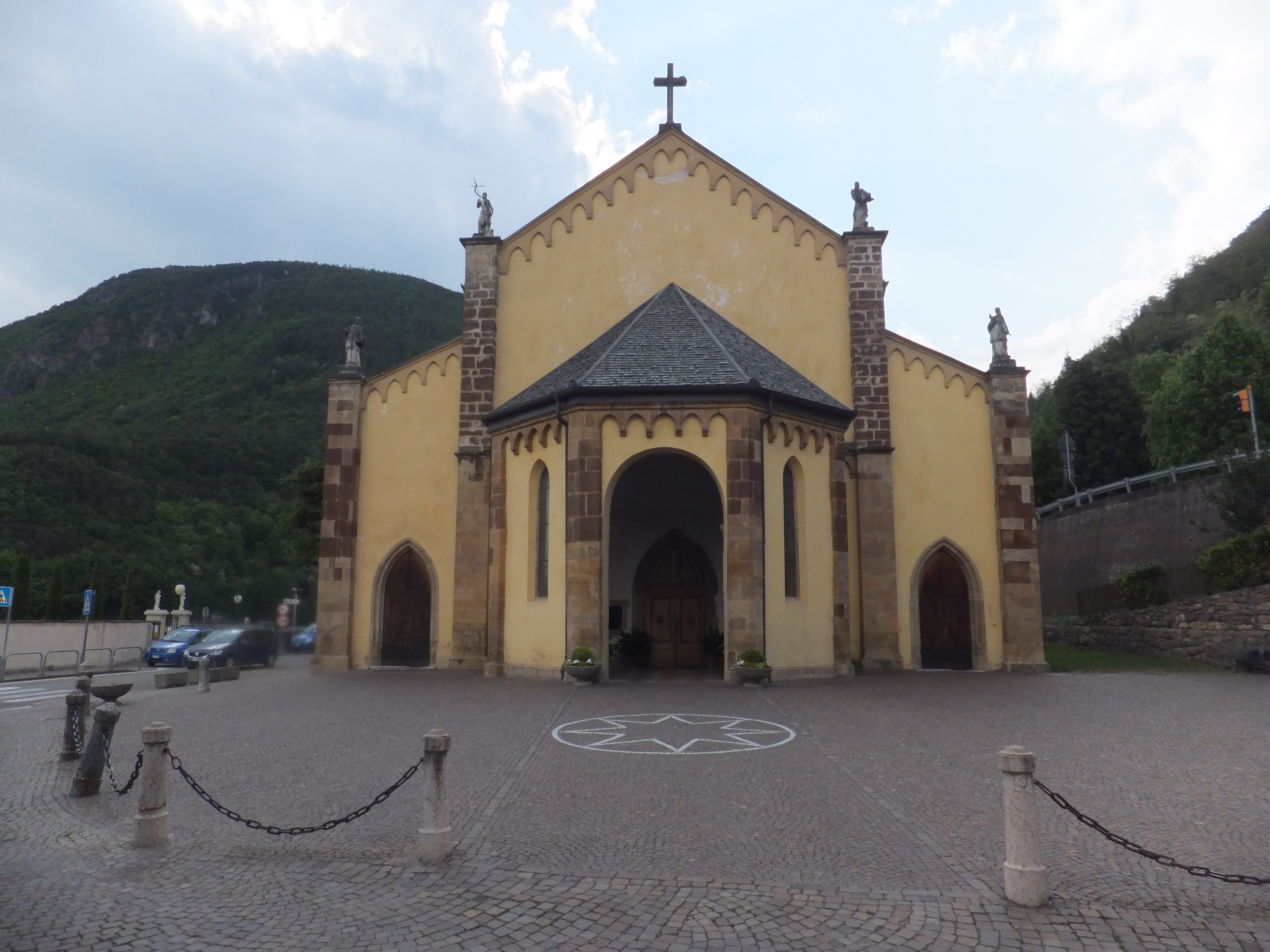
La chiesa parrocchiale di Santa Maria Assunta

La prima attestazione dell'esistenza di questa chiesa è del 1224, ma in seguito a scavi archeologici si è supposto che possa essere la chiesa più antica della Val di Cembra (V-VI secolo); l'edificio odierno è in stile gotico, e risale all'inizio del 1500.
Chiesa di San Rocco
Chiesa situata al di fuori del centro abitato, edificata come ex voto per la peste nel 1519 e considerevolmente ampliata con l'epidemia di peste del 1630.
Chiesa di Santa Maria Assunta
È la chiesa parrocchiale di Cembra, documentata come pieve fin dal 1212. Una primitiva struttura sul luogo esisteva già almeno dal XII secolo, ma l'edificio attuale risale alla seconda metà del 1400; la chiesa subì altri ampliamenti nel 1600 e, soprattutto, nel 1800.

## Società

### Evoluzione demografica
Abitanti censiti

## Geografia antropica
La circoscrizione territoriale ha subito le seguenti modifiche: nel 1928 aggregazione di territori dei soppressi comuni di Faver e Lisignago; nel 1952 distacco di territori per la ricostituzione dei comuni di Faver (Censimento 1951: pop. res. 883) e Lisignago (Censimento 1951: pop. res. 548).
Come comune autonomo, Cembra confinava con Faver, Segonzano, Lona-Lases, Albiano, Lisignago, Giovo e Salorno (BZ); a seguito della soppressione dei comprensori il comune entrò a far parte della Comunità della Valle di Cembra.

## Economia
Fonti di lavoro principali del paese sono l'estrazione del porfido e la viticoltura, a cui va aggiungendosi negli ultimi anni anche il turismo; fra i vini prodotti nelle campagne locali si possono citare il Müller-Thurgau, il Pinot nero, la Schiava, il Gewürztraminer, lo Chardonnay e il Riesling.

## Amministrazione
| Periodo        | Periodo          | Primo cittadino     | Partito      | Carica  | Note |
| -------------- | ---------------- | ------------------- | ------------ | ------- | ---- |
| 9 maggio 2005  | 16 maggio 2010   | Alessandro Lettieri | Lista civica | Sindaco |      |
| 17 maggio 2010 | 31 dicembre 2015 | Antonietta Nardin   | Lista civica | Sindaco |      |